# Ткачёв, Вячеслав Матвеевич
Вячеслав Матвеевич Ткачёв (6 октября 1885, Келермесская, Кубанская область — 25 марта 1965, Краснодар) — русский казачий артиллерийский офицер, с 1911 года военный лётчик, участник Первой мировой войны, подполковник РИА и Георгиевский кавалер (1916). Участник Гражданской войны в России на стороне белых, генерал-майор ВСЮР (1920). После Крымской эвакуации проживал в Югославии, член РОВС, генерал от авиации (1927). В 1944 году арестован СМЕРШ. Был осуждён на 10 лет, после освобождения в 1955 году проживал в Краснодаре. Автор мемуаров.

## Происхождение
Родился Вячеслав 24 сентября (6 октября) 1885 года в станице Келермесской Майкопского отдела Кубанской области (нынешняя Адыгея) в семье войскового старшины. Отец, Матвей Васильевич, в Крымскую войну 1853—1856 получил орден Св. Георгия 4-й степени и дослужился до звания войскового старшины. Прадед — подъесаул Андрей Ткачев, — будучи в составе одного из донских казачьих полков действующих на Кубани, участвовал во взятии 22 июня 1791 года русскими войсками турецкой крепости Анапа был награждён за выдающиеся боевые заслуги грамотой Екатерины II с присвоением потомственного дворянства.

## Биография
30 августа 1904 года вступил в службу по окончании Нижегородского кадетского корпуса и зачислен юнкером рядового звания на правах вольноопределяющегося 1-го разряда в Константиновское артиллерийское училище.
30 июня 1906 года по окончании училища был выпущен хорунжим во 2-ю Кубанскую казачью артиллерийскую батарею, а летом 1908 года переведен в 5-ю Кубанскую казачью батарею. 6 мая 1909 года высочайшим приказом за выслугу лет произведен в сотники.
6 сентября 1910 года сотник Ткачёв определён офицером-воспитателем в Одесском кадетском корпусе. Увидев в одесском небе полеты аэроплана увлекается авиацией и с разрешения начальства поступает в частную авиашколу, в которой учится в свободное от службы время.

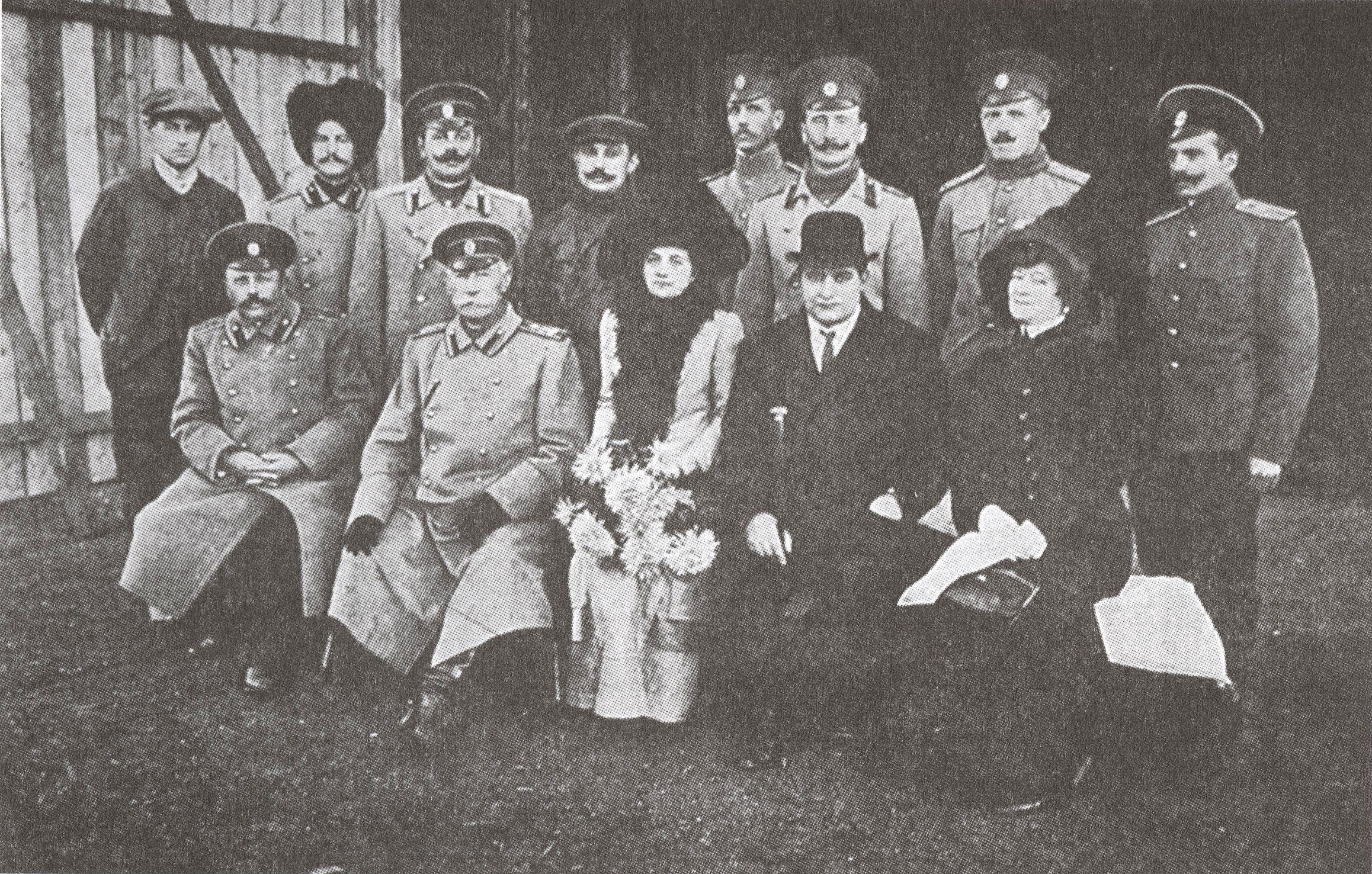
В. Ткачёв (стоит второй слева) среди первых пилотов, руководства и гостей Одесской авиационной школы во главе с командующим войсками ОВО генерал-адъютантом Н. П. Зарубаевым (сидит второй слева) и президентом аэроклуба А. А. Анатрой (сидит второй справа), 1911

В 1911 году окончил авиашколу Одесского аэроклуба. Получив диплом гражданского пилота, Ткачёв добивается в октябре направления на учёбу в Севастопольскую офицерскую школу авиационного отдела Воздушного Флота (ОША ОВФ).

### Военный лётчик
11 декабря 1912 года сдал экзамен на звание летчика в ОША ОВФ и 5 января 1913 года получил назначение в 7-ю воздухоплавательную роту. После расформирования 7-й воздухоплавательной роты в июне 1913 году принял участие в формировании первой крупной авиационной единицы русской армии — 3-й авиационной роты в Киеве, где затем проходил службу в 11-м корпусном авиаотряде вместе с П. Н. Нестеровым. 5 октября 1913 года высочайшим приказом произведен в подъесаулы со старшинством с 22 апреля 1913 года.

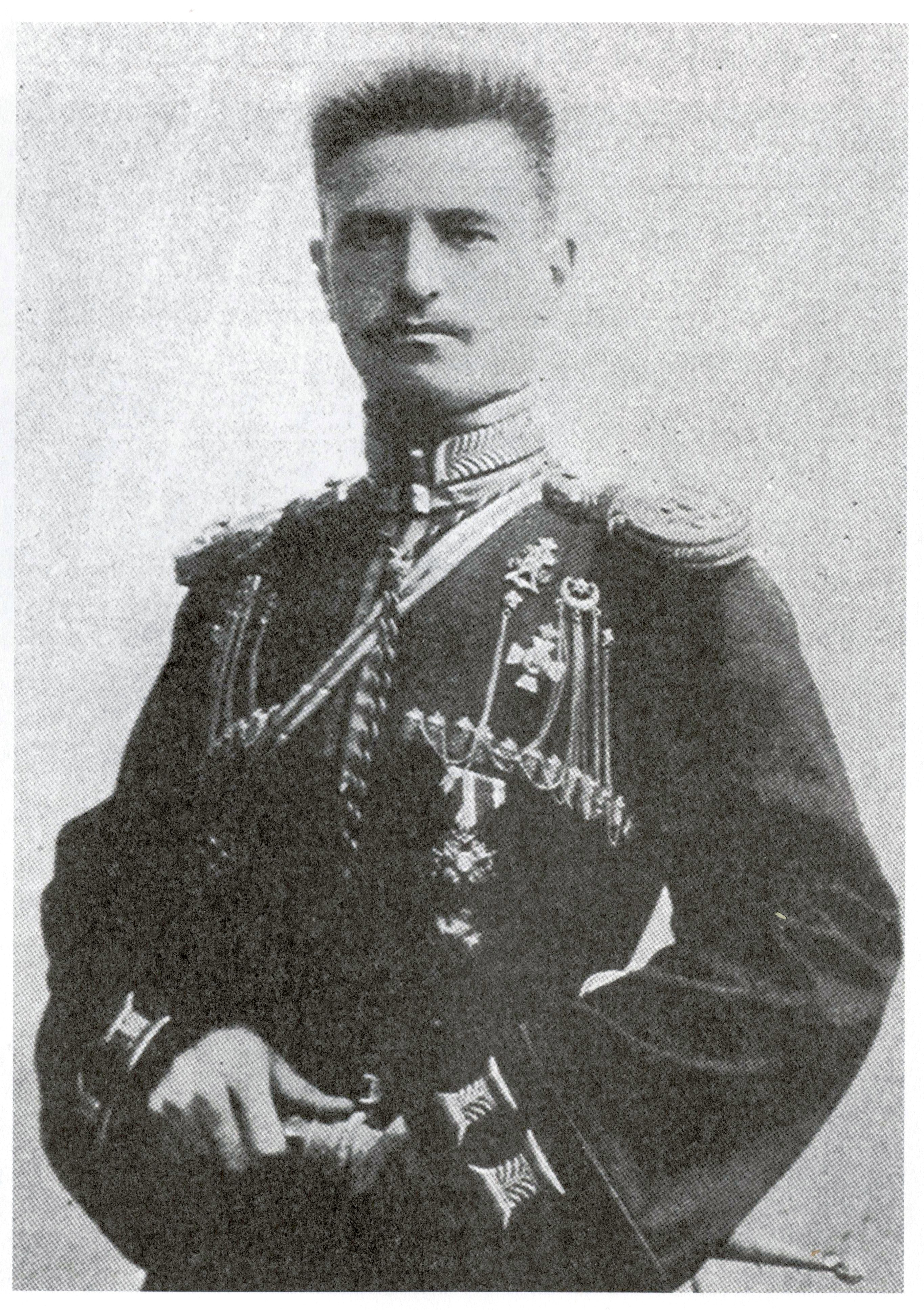
Пилот-авиатор сотник Ткачёв

12 (25) октября 1913 года он совершает рекордный перелёт на «Ньюпоре» по маршруту Киев — Одесса — Керчь — Тамань — Екатеринодар общей протяженностью в 1500 верст. Несмотря на неблагоприятную осеннюю погоду и другие тяжелые условия, Ткачёв блестяще выполнил и эту задачу, за что Киевское общество воздухоплавания присудило ему золотой знак «За наиболее выдающийся в России в 1913 году перелёт».
10 марта 1914 года откомандирован в 4-ю авиароту по её формировании, и в тот же день подъесаул Ткачёв назначен командиром XX авиационного отряда, приданного штабу 4-й армии. В начальный период войны Ткачёв совершил несколько очень важных для русского командования разведывательных полётов за что Приказом армии Юго-Западного фронта от 24 Ноября 1914 года за № 290 был награждён орденом Святого Великомученика и Победоносца Георгия IV степени (первый среди лётчиков). Возвращаясь с разведывательного полета с ценной информацией, подъесаул Ткачев попал под ружейный обстрел. Одна из пуль пробила масляный бак. Понимая, что не сможет долететь до своих, летчик сполз на пол, ногой закрыл пробоину и в таком положении дотянул до русских позиций. Посадив аэроплан на поле и взяв коня, он поскакал в ближайший населенный пункт, где имелся телефон, и передал разведданные. Затем, спасая аэроплан от наступающих австрийцев, Ткачев погрузил его на крестьянскую телегу и вывез из-под носа у наступающего неприятеля.

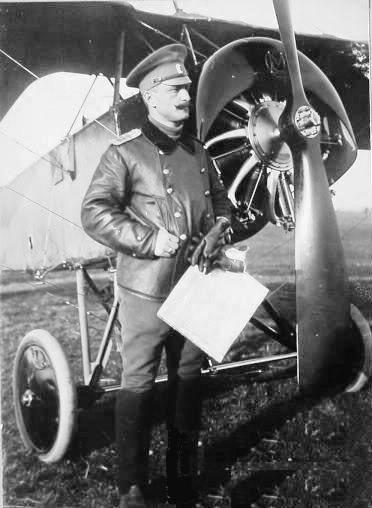
Командир XX КАО есаул Ткачёв

В декабре 1914 года на участке Юго-Западного фронта командир авиационного отряда подъесаул В. М. Ткачёв, имея при себе из оружия лишь пистолет «Наган», первым среди русских пилотов, атаковал немецкий аэроплан «Альбатрос» и своими действиями заставил противника ретироваться.
В период с 4 по 7 июня 1915 года — несмотря на явную опасность для жизни от губительного огня зенитных батарей, он неоднократно пробивался в тыл неприятеля, собирая важные сведения. Встретившись с немецким аэропланом, вооружённым пулемётом, вступил с ним в поединок и обратил его в бегство.

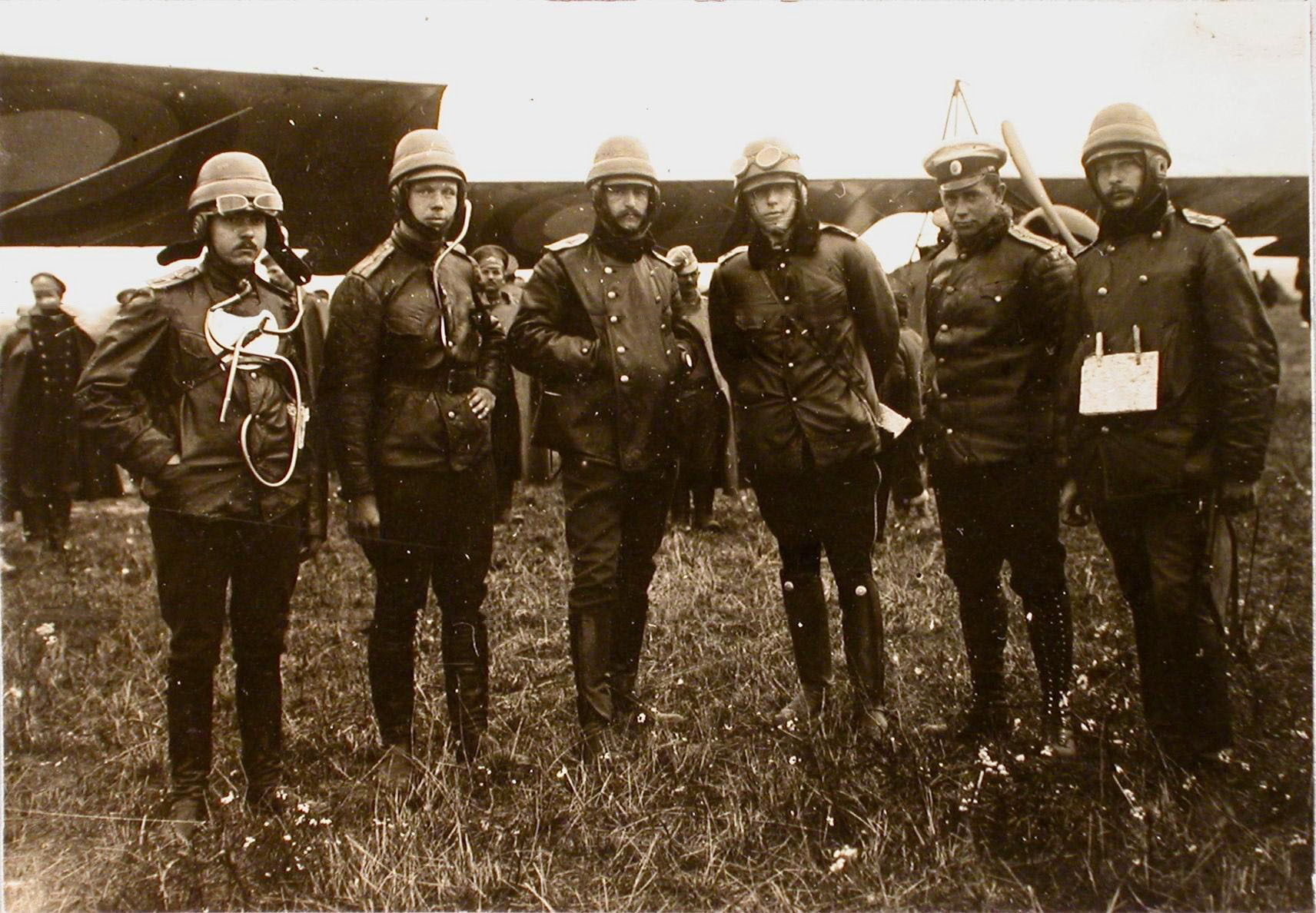
Слева направо: прапорщики Федоров и Кособрюхов, есаул Ткачев, поручик Бржезовский, лейтенант Дыбовский, поручик Журавлёв. Польша, Карчевице, 1915

4 июля 1915 году, производя воздушную разведку в районе рек Лины и Стыри, вскрыл сосредоточение сильной ударной германской группировки.
1 августа 1916 года В. М. Ткачёв сбил австрийский аэроплан «Авиатик», причём аппарат и оба лётчика попали в руки русских воинов. В августе 1916 года Ткачев возглавил 1-ю истребительную авиагруппу. Своё первое боевое крещение летчики авиагруппы получили во время прорыва воздушной блокады немецкой авиации в сентябре 1916 года под Луцком. Тогда отважным русским пилотам удалось добиться существенного перелома в борьбе за господство в воздухе, а Ткачев стал первым асом России (по тем временам ас — летчик, сбивший не менее пяти вражеских самолётов).
В 1916 году — войсковой старшина и начальник 11-го авиадивизиона (с 21 апреля 1916), а затем — инспектор авиации Юго-Западного фронта (с 3 сентября 1916). Награждён Золотым оружием «За храбрость» (10 сентября 1916).
11 января 1917 года высочайшим приказом от 20 декабря 1916 года из войскового старшины переименован в подполковники с зачислением по инженерным войскам. После Февральской революции Ткачёв занимает пост начальника Авиаканца (Авиационная Все материалы).
9 июня 1917 года Ткачёв был назначен начальником Полевого управления авиации и воздухоплавания при Штабе Верховного Главнокомандующего, сокращенно — авиадарм (авиация действующей армии, с 26 июня 1917), по сути — глава авиации России.
В 1917 году Ткачёв завершил работу над первым в истории развития русской авиации учебным пособием — «Материалы по тактике воздушного боя», составленным на основании боевой практики в Луцком районе осенью 1916 года. В этом документе, как показал дальнейший ход событий, он заложил фундамент для развития тактики истребительной авиации в России.
25 августа 1917 года за боевые заслуги произведен в полковники. В 1917 году, будучи уже полковником, Ткачев был назначен командиром авиадивизиона, потом — инспектором авиации Юго-Западного фронта.
19 ноября 1917 года, узнав о предстоящем занятии Ставки главковерха прибывшими петроградскими солдатами во главе с новым Верховным Главнокомандующим прапорщиком Н. В. Крыленко, Ткачёв подал рапорт об отставке, а на следующий день, не дожидаясь ответа, самовольно уехал на фронт. В оставленной записке он обратился к Председателю авиасовета с заключительным возванием, которое стало по сути реквиемом русскому Военно-воздушному флоту:
Председателю авиасовета. 
 Захват Ставки большевиками поставил меня в безвыходное положение. Передо мною стояла проблема: остаться на занимаемой должности, подчиниться Крыленко и таким образом принять участие в том государственном разрушении, которое несут с собой захватчики власти, или же отдать себя на милость победителей, выразив им своё неподчинение. Впрочем, разрешение данного вопроса первым способом не могло совершенно иметь места, так как по имевшимся у меня данным, я должен был быть арестованным даже независимо от того, подчиняюсь ли я самозванцу Крыленко или нет. Таким образом, с появлением большевиков в Ставке я погибал для авиации. Считая своим нравственным долгом перед Родиной в её тяжелые дни испытаний работать, борясь всеми силами и средствами с ужасным ядом, несущимся преступниками народа и государства — большевиками, а не сидеть под арестом, я подал рапорт 19 ноября Начальнику Штаба с просьбой об увольнении меня от занимаемой должности и о назначении моим заместителем одного из следующих кандидатов: полковника Коновалова, Степанова или Кравцевича и, сдав временно должность полковнику Нижевскому, 20 ноября я покинул Ставку, подав рапорт об отъезде на фронт. В лице Авиасовета, я каюсь перед всей родной мне авиацией в своих страданиях теперь. Меня можно упрекнуть за то, что я в тяжелую минуту покинул свой ответственный пост, но этим я ускорил свой уход только на несколько часов. Я прошу Авиасовет прийти на помощь моему заместителю всем своим авторитетом и возможными средствами для спасения авиации от полного развала. Молю сохранить для будущей обновленной России хотя бы ячейку, которая послужит началом для будущего мощного воздушного флота.

Подписал Полковник Ткачев.

### Участие в Белом движении
В декабре 1917 года В. М. Ткачёв, опасаясь расправы со стороны революционно настроенных солдат и матросов, бежал на Кубань, с двумя арестами и побегами по пути.
В начале 1918 года участвовал рядовым в боях белого партизанского отряда полковника Кузнецова против войск Северо-Кавказской Советской республики. Отряд должен был прикрывать переправу через Кубань главных сил под командованием В. Л. Покровского, но в силу сложившихся обстоятельств был окружен, и Вячеслав Матвеевич оказался в плену у красных. С марта по август 1918 года полковник Ткачёв находился в Майкопской тюрьме, а 7 сентября большевики были выбиты из Майкопа, после чего Ткачёв поступил в распоряжение Краевого правительства. Поскольку авиации у белых практически не было, то Вячеслава Матвеевича в качестве войскового старшины Кубанской чрезвычайной миссии отправляют на Украину, к гетману Павло Скоропадскому. История умалчивает, насколько удачной была эта миссия, но, во всяком случае, ему удалось кое-что добыть из авиационного имущества, поскольку после возвращения в Екатеринодар он приступил к формированию 1-го Кубанского авиаотряда. Поначалу в отряде было всего несколько старых изношенных аэропланов, найденных в ремонтных мастерских, но постепенно численность белой авиации росла за счет трофеев и поставок авиатехники из Англии. К маю 1919-го в 1-м Кубанском было уже около десятка боеспособных машин. В мае 1919 года авиаотряд Ткачёва поддерживал Кавказскую Добровольческую армию П. Н. Врангеля в боях с 10-й армией РККА.
Авиаотряд, под начальством испытанного лётчика полковника Ткачёва работал энергично и точно: ни одно движение противника не оставалось незамеченным. Куда бы ни уехал Командующий, где бы ни остановился, везде разыскивали его воздушные птицы по георгиевскому штандарту. Один за другим спускались пилоты к штабу, докладывали сведения о противнике и, получив новую задачу, снова взвивались на воздух.
Командующий Кавказской армии высоко оценил способности Ткачёва и 8 мая 1919 года он назначается начальником авиаотряда Кавказской армии, к тому же ему фактически подчинили 4-й Добровольческий авиаотряд, 4-й Донской самолётный и даже 47-й авиадивизион, состоявший из английских добровольцев, а 19 мая произвели в полковники, о чём сообщалось на страницах газеты «Вольная Кубань». В начале 1920 года он уже стал генерал-майором авиации.
В этом месяце отряд прошёл боевое крещение в битве у станицы Великокняжеская. Летчики под руководством Ткачева атаковали бомбами и пулемётным огнём красную конницу С. М. Буденного и Б. М. Думенко, посеяв панику и хаос в рядах противника. Это позволило белым кавалеристам генерала С. Г. Улагая легко прорвать фронт и начать стремительное наступление на Царицын. Ткачев, как это бывало и раньше, лично принял участие в боях. В ходе штурмовки он получил ранение пулей, выпущенной с земли, но сумел вернуться на свой аэродром и благополучно посадить машину. После непродолжительного лечения Вячеслав Матвеевич вернулся в строй.

В июне 1919 года 1-й Кубанский авиаотряд перебросили под Царицын для оказания воздушной поддержки белой армии при штурме города. 30 июня сильно укрепленный город, прозванный «красным Верденом», был взят. Красные отошли на север, к Камышину. Аэропланы бомбили и обстреливали отступавшего противника, нанеся ему большие потери. В дальнейшим 1-й Кубанский отряд пополнился людьми и самолётами, что позволило преобразовать его в авиадивизион. Новой авиачастью по-прежнему командовал Вячеслав Ткачев. С 12 декабря его назначают командиром вновь созданного Кубанского авиационного отряда. Отряд к тому времени уже имел 8 самолётов с соответствующим числом летчиков, и около 150 обслуживающего рядового состава. Сражался с Красной Армией, был ранен под Царициным, выздоровел, вновь вернулся в строй.

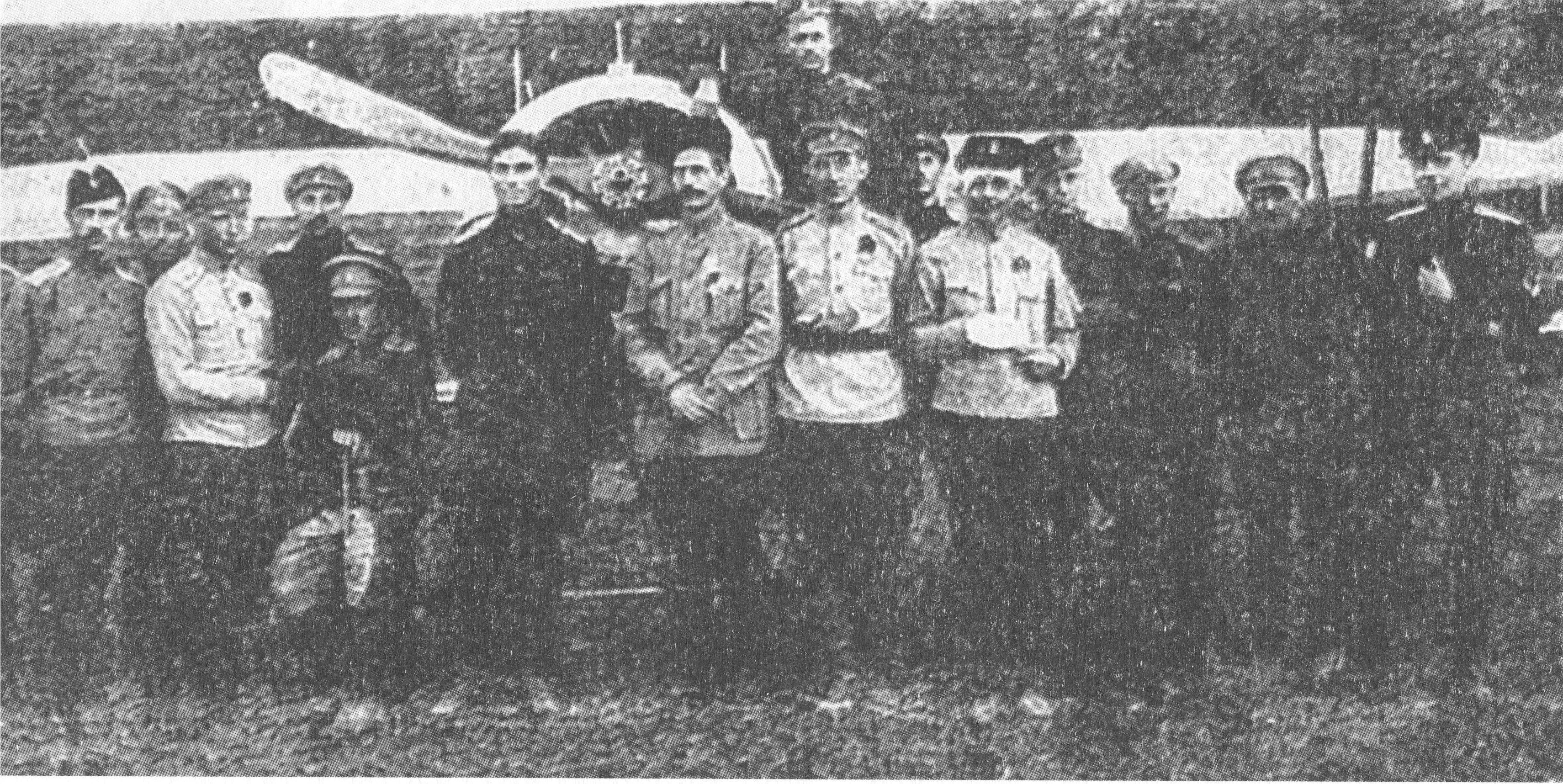
Ткачёв среди пилотов организованного им 1-го Кубанского казачьего авиаотряда, 1919

В 1920 году Ткачёв командует авиаотрядом Кубанской армии, одновременно являясь (с 1919 года) членом Кубанского краевого правительства по внутренним делам.
В апреле 1920 года В. М. Ткачёв назначается начальником авиации Вооруженных Сил Юга России, а после отставки командующего Добровольческой армии Деникина 28 апреля 1920 года — начальником авиации Русской армии генерал-лейтенанта П. Н. Врангеля. Есть версия, подтвержденная со стороны белых полетным донесением, а со стороны красных устными рассказами участников событий, что во время одного из боёв этой компании В. М. Ткачёв встретился в воздухе с командиром 213-го Казанского отряда 13-й Армии П. Х. Межераупом. Это произошло неподалёку от Мелитополя. Ткачёв, возглавлявший группу из 6 DH-9 (de Havilland), был атакован парой «Ньюпоров», один из которых пилотировал Межерауп. После воздушного боя, продолжавшегося в течение 45 минут (самолёт Ткачёва был повреждён в 5 местах), обе стороны вышли из боя и направились на свои базы.
Ткачев уделял много времени боевой подготовке пилотов, обучению их умению летать строем и слаженно действовать в группе, точно следуя приказам командира. Для лучшей заметности в воздухе командирские машины получили особые цветные обозначения (яркая окраска капотов и широкие полосы вокруг фюзеляжей). Кроме того, каждый авиаотряд получил собственные, «элементы быстрой идентификации» в виде индивидуальной раскраски рулей поворота (разноцветными полосами, черно-белыми квадратами и т. д.).Ткачев разработал систему взаимодействия авиации и наземных войск с помощью визуальных сигналов, в те времена радиосвязь на самолётах отсутствовала. В частности, была внедрена методика подачи сигналов летчикам с земли при помощи геометрических фигур, выложенных из белых полотнищ, хорошо различимых с большой высоты. К примеру, буква «Т» выложенная возле штаба полка или дивизии, означала, что командир части требует от летчика немедленной посадки для передачи важного сообщения. Форма фигур периодически менялась, чтобы не дать красным возможности с помощью ложных сигналов ввести летчиков в заблуждение или заманить их в ловушку.
Авиаторы в свою очередь передавали донесения и приказы на землю с помощью сбрасываемых вымпелов или различных комбинаций цветных сигнальных ракет. А когда в Симферопольском авиапарке местные умельцы установили на двух самолётах радиостанции, эффективность и оперативность воздушных разведок ещё более возросла. Необходимо отметить, что столь четкой и отлаженной системы взаимосвязи «между небом и землей», как та, что организовал Ткачев, не было ни в других белых армиях, ни у красных.
Не меньшее внимание уделялось и укреплению воинской дисциплины, заметно пошатнувшейся после тяжелых поражений белой армии зимой 1919-20 годов. Так, согласно приказу авиадарма, суровым взысканиям (вплоть до разжалования в рядовые и перевода в пехоту) подвергались авиаторы, позволявшие себе появиться на аэродроме в нетрезвом виде.
Организационные мероприятия и обучение белым летчикам приходилось сочетать с почти непрерывным участием в боях. К примеру, за два дня, 7 и 8 июня, они совершили более 150 вылетов на разведку и бомбардировку, поддерживая наступление белой армии. С учётом того, что под командованием Ткачева находилось всего 35 аэропланов, причем часть из них была неисправна, каждый экипаж выполнял за день не менее трех боевых вылетов.
В. М. Ткачёв был награждён союзниками за воинскую доблесть английским военным орденом DSO (англ. Distinguished Service Order). А 22 июня 1920 года стал одним из первых кавалеров ордена Св. Николая Чудотворца, которым был награждён
За то, что в боях с конным корпусом Жлобы 18 июня в районе Мануйловки, Николаевки и 20 июня юго-восточнее Большого Токмака во главе боевой группы самолетов, лично руководя ее действиями, атаковал и расстроил конницу красных, забрасывая ее бомбами, не взирая на убийственный огонь спешившегося противника, с явной опасностью для жизни снижался до 15 метров и расстреливал красных из пулеметов. В результате таковых действий самолета, руководимого генералом Ткачевым, врагу нанесены громадные потери, противник неожиданным рассеянием его колонн был морально потрясен, и наступление красных замедлено. Мы успели произвести перегруппировку и при самом активном содействии летчиков во главе с генералом Ткачевым нанесли решительное поражение группе противника.
К концу июня накал боев ещё более возрос. Красная кавалерия под командованием комкора Д. П. Жлобы прорвала фронт и устремилась к Перекопу, грозя отрезать от Крыма белогвардейцев, воевавших в Северной Таврии. У Жлобы было свыше десяти тысяч конников при поддержке артиллерии и бронеавтомобилей. Казалось, что остановить их невозможно, поскольку у белогвардейцев на данном участке фронта не было никаких резервов. В этой ситуации Врангель обратился к авиации как к своей последней надежде. И авиаторы не подвели. Ранним утром 29 июня 13 бомбардировщиков «Де-Хэвилленд», ведомых самим Ткачевым, появились над расположившимися на ночлег красными кавалеристами. При первых же взрывах бомб кони бросились врассыпную. Обезумев от грохота, они сбрасывали и топтали седоков, опрокидывали тачанки и артиллерийские повозки. Освободившись от бомбовой нагрузки, летчики поливали противника пулемётным огнём. Когда самолёты улетели, чтобы пополнить боезапас, красным командирам кое-как удалось собрать уцелевших солдат в походную колонну, но тут последовал новый налет, а за ним — ещё один. Вот как сам Ткачев описывал в боевом донесении одну из штурмовок:
«Под моим руководством была атакована колонна корпуса Жлобы у деревни Вальдгейм. После бомбометания красные в панике бросились в поле. Летчики, снизившись до 50 метров, пулеметным огнём совершенно разгромили красных, которые бежали на восток и северо-восток. Все поле было покрыто черными пятнами убитых лошадей и людей. Красными были брошены почти все имевшиеся у них повозки и пулеметные тачанки»
30 июня корпус Жлобы перестал существовать как организованная боевая сила. Мелкие группы всадников, прячась от авиаударов, рассеялись по деревням и хуторам, полностью утратив связь с командованием. Не более двух тысяч из них смогли спастись и выйти к своим. Остальные либо погибли, либо сдались в плен подоспевшим к месту прорыва солдатам врангелевской армии. Разгром кавалерии Жлобы стал наивысшим достижением белой авиации за всю её историю. Даже советская военная наука признавала этот факт, и на его примере курсанты летных училищ РККА изучали тактику действий самолётов против конницы. По сути дела авиаторы впервые оказали решающее влияние на весь ход войны, ведь если бы Жлобе удалось прорваться в практически не защищенный Крым, красные одержали бы победу уже в июле 1920 года.
Но благодаря летчикам Крым устоял, и война продолжалась. В начале августа красные форсировали Днепр в районе Каховки и, не теряя ни минуты, начали возводить на захваченном плацдарме мощные рубежи обороны. Когда белые, подтянув резервы, попытались контратаковать, было уже поздно — Каховка покрылась сетью траншей и проволочных заграждений, ощетинилась артбатареями и пулемётными гнездами. Контратака не удалась, белогвардейцам пришлось отойти с большими потерями. Врангель снова бросил в бой аэропланы, но тут ткачевцев впервые постигла неудача. Против глубоких окопов, блиндажей и хорошо защищенных артиллерийских позиций пулемёты и мелкие бомбы, имевшиеся на вооружении белой авиации, оказались бессильны. Авианалеты не дали никаких результатов. Тогда белые летчики стали бомбить переправы, по которым шло снабжение каховской группировки, но в ответ красные начали доставлять на плацдарм боеприпасы и подкрепления ночью.
А тем временем, численность белогвардейских ВВС постепенно таяла, причем не столько из-за потерь, сколько от аварий и поломок крайне изношенных непрерывной боевой работой машин. Если к началу сентября у Ткачева оставалось примерно 30 аэропланов, то уже через месяц — менее 20. С такими силами противостоять Красной армии было нереально, а пополнения не предвиделось, поскольку западные союзники ещё летом прекратили поставки. Дальнейшее известно: 28 октября красные нанесли мощный удар с Каховского плацдарма в направлении Перекопа. Парировать его было нечем. Белым пришлось поспешно отступать в Крым. При этом они уничтожили на прифронтовых аэродромах почти все свои самолёты, которые от ветхости уже не могли подняться в воздух.
11 ноября пали укрепления Турецкого вала, а утром 15-го последний пароход с солдатами белой армии и беженцами отчалил от севастопольской пристани.

### В эмиграции
После краха Белого движения генерал Ткачёв, наставляя своих учеников, говорил: «Авиатор без дела не останется, но имейте в виду: мы должны поступить в авиацию такого государства, которое никогда не будет воевать с нашей Родиной». Вячеслав Матвеевич вынужден был эмигрировать сначала в Турцию, откуда он перебрался в Сербию и некоторое время служил в инспекции авиации Королевства СХС. Поскольку формально Русская армия не распускалась, карьера Ткачёва продолжалась: в 1922 году он получил звание генерал-лейтенанта и должность генерал-инспектора, а в 1927 году стал первым и единственным генералом от авиации.
В Югославии В. М. Ткачёв проявляет большую заботу по устройству русских летчиков, являясь с 1924 по 1934 год председателем общества воздушного флота 4-го отдела Русского общевоинского союза (РОВС). Работает в Русской Сокольской организации (ставящей целью физическое и духовное совершенствование русского народа как части единого славянского мира), других эмигрантских организациях, служит в Штабе инспекции югославской авиации.

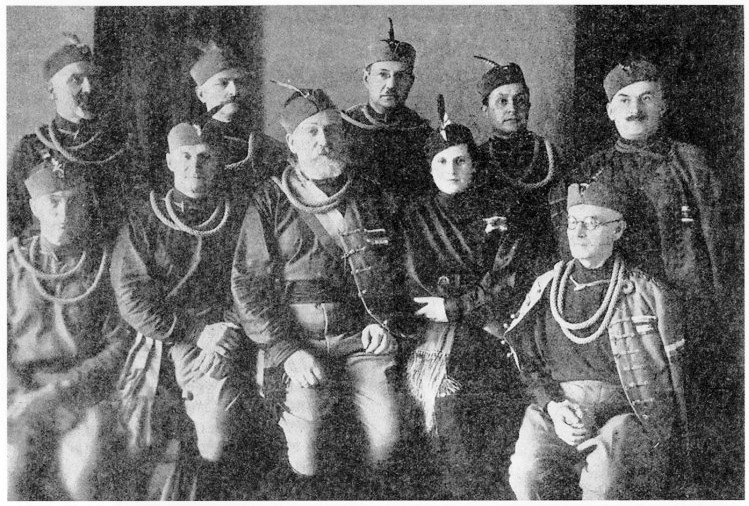
Ткачёв В. М. (стоит второй слева) среди членов правления Союза Русского Сокольства во главе Р. К. Дрейлингом. Югославия, 1937

После отставки в 1934 году Вячеслав Матвеевич поселился в Нови Саде, преподает в русской мужской гимназии. Здесь он становится основателем и первым старостой Сокольского общества. В 1937 году Ткачёв официально получает гражданство Югославии. С 1938 по 1941-й год он является редактором журнала «Пути Русского Сокольства» — органа Краевого Союза Русского Сокола в Югославии.
В 1941 году он стал походным атаманом Кубанского казачьего Войска, участвует в формировании казачьих подразделений Русского корпуса, белоэмигрантского формирования, состоявшее на службе германского вермахта. На параде 29 октября 1941 года, посвященном прибытию в Белград Гвардейского дивизиона, он обратился к казакам со следующими словами: «Прибывший Гвардейский Дивизион свершил небывалый в истории народов подвиг, сохранив себя в течение 20 лет эмигрантского безвременья. Обостренное чувство долга, преданность и верность своим штандартам, как символу утерянной Родины, вписали в историю Русской Армии и Казачества бессмертную страницу». Формально не является коллаборационистом, поскольку не имел советского гражданства.
В начале Второй мировой войны Вячеслав Матвеевич перебрался в Белград, где стал преподавать тактику воздушных сил на организованных в Белграде Высших военно-научных курсах генерала Н. Н. Головина, на которых проходили обучение офицерские кадры Русского Корпуса. По отзывам современников, читаемый им курс лекций имел «особую солидность и ценность».
Позднее он отстранился от антисоветской деятельности, отошёл от участия в многочисленных эмигрантских организациях, проявил демонстративное несотрудничество с оккупировавшими страну фашистами и работал преподавателем в школах. Из дневника В. М. Ткачёва: «Немало разочарований пришлось мне пережить в стане белых. Я не нашел того, что ожидал. Но жребий был брошен. И как впитавший в себя с детства дух дисциплины, я подчинился власти на Юге России и добросовестно исполнял все даваемые мне поручения. Таким образом, не шкурные соображения, не политические убеждения, а только лишь чувство патриотизма толкнуло меня ещё в 1917 году на антисоветский путь. А в результате я 24 года, тоскуя по Родине, прожил эмигрантом в Югославии».

### Возвращение на родину
Когда в октябре 1944 года к Белграду подходили советские войска, В. М. Ткачёв отказался эвакуироваться.
20 октября 1944 года Вячеслав Матвеевич был арестован СМЕРШем 3-го Украинского фронта. Был отправлен в Москву, на Лубянку, где 4 августа 1945 года по приговору военного трибунала осужден на 10 лет по статье 58. Жену его в СССР депортировать не стали и через несколько лет после войны она оказалась под Парижем в доме престарелых.
Отсидев в лагерях ГУЛАГа 10 лет, 11 февраля 1955 года был выпущен без права жительства в больших городах. Получив гражданство СССР, поселился на Кубани, в Краснодаре, где работал в артели инвалидов-переплетчиков им. Чапаева за 27 рублей 60 копеек. Подрабатывал — писал заметки в газеты, книгу «Русский сокол» о своем друге — Нестерове. В 1956 году его разыскала жена, звала его к себе, и вроде даже была возможность уехать, но он написал ей: «Мне слишком дорого далась родина, лучше ты ко мне переезжай». Так они и не встретились больше.
Написал книгу "Крылья России («История Российской военной авиации 1914—1917 годов») и повесть «Русский сокол» (посвящена жизни и деятельности Петра Нестерова).
Умер В. М. Ткачёв 25 марта 1965 году в нищете в Краснодаре. Похоронен на Славянском кладбище. В 1995 году на доме, где завершился жизненный путь прославленного летчика, была установлена мемориальная доска. На её открытие прибыл главком авиации России генерал П. С. Дейнекин, а во время торжественной церемонии в небе над городом в четком парадном строю пронеслись летчики пилотажной группы «Русские витязи».
Тридцать лет спустя после кончины Вячеслава Матвеевича Ткачева Родина воздала русскому летчику по заслугам. 23 сентября 1995 года в связи со 110-летием со дня рождения на доме N 82 по улице Шаумяна в Краснодаре, где он жил последние годы, Главнокомандующий ВВС РФ генерал-полковник авиации Петр Дейнекин в торжественной обстановке открыл мемориальную доску, На митинге выступили атаман Союза казаков России Александр Мартынов, глава администрации Краснодарского края Евгений Харитонов, курсант Краснодарского ВВАУЛ Алексей Дьяченко. Были отданы воинские почести. В небе над центральной площадью города продемонстрировала своё летное искусство пилотажная группа «Стрижи». 

Время вернуло из забвения имя прославленного русского летчика Вячеслава Ткачева. Большую роль в восстановлении исторической правды в отношении земляка сыграло Всекубанское казачье войско. В Краснодаре Ткачеву собираются поставить памятник. Однако лучшим памятником ему станут его книги, которые обязательно будут изданы и найдут своего читателя.
В Российской Федерации посмертно изданы мемуары генерала В. М. Ткачева, однако некоторые историки указывают на то, что эти мемуары были в значительной степени сфальсифицированы советскими цензорами.
Для увековечения памяти выдающегося авиатора России на «Аллее российских авиаторов» в Качинском авиагарнизоне, казаки Майкопского отдела передали совету ветеранов 318-го отдельного смешанного авиаполка землю с родного подворья казака-авиатора, первого министра военной авиации Российской империи, уроженца станицы Келермесской, генерал-майора Вячеслава Матвеевича Ткачева.

## Награды
- орден Св. Станислава 3-й степени (6 мая 1910)
- орден Св. Анны 3-й степени (14 февраля 1913) высочайшим приказом пожалован за окончание ОША ОВФ
- орден Св. Георгия 4-й степени (2 июля 1916) «Высочайшим приказом от 3 февраля 1916 года … Утверждается пожалование 24 ноября 1914 года … Ордена Св. Великомученика и Победоносца Георгия Кубанской казачьей батареи Подъесаулу Вячеславу Ткачеву за то, 12-го августа 1914 года произвёл смелую и решительную воздушную разведку в районе Люблин — Бельжице — Ополе, Юзефовка — Аннаполь — Боров — Госцера — Дово — Уржендова — Красник — Люблин, проник в тыл и фланги неприятельского расположения и, несмотря на действительный огонь противника по аппарату, сопровождавший его в течение всего полета и повредивший жизненные части аппарата, с исключительной находчивостью, доблестным присутствием духа и беззаветным мужеством выполнил возложенную да него задачу по раскрытию сил и определению направления движения колонн противника, вовремя доставил добытые разведкой сведения первостепенное важности и тем способствовал принятию стратегических решений, приведших к одержанию решительного успеха над противником».
- орден Св. Владимира 4-й степени с мечами и бантом (25 февраля 1915) за отличие в делах против неприятеля с 27 сентября по 27 октября 1914 года
- орден Св. Анны 4-й степени с надписью «За храбрость» (1 августа 1915) Приказом войскам 4 армии № 1077 за отличие в делах против неприятеля за период боёв с 1 декабря 1914 года по 1 июня 1915 года
- орден Св. Анны 2-й степени с мечами (10 декабря 1915) Приказом по 12-й армии 10 дек. № 158 за отличие в делах против неприятеля при штабе Рижского укрепленного района
- орден Св. Станислава 2-й степени с мечами (24 декабря 1915) Приказом по армиям ЮЗФ от 16 мая 1915 года № 637
- Золотое Георгиевское оружие «За храбрость»(10 сентября 1916) «За успешные разведки 19, 21 и 27 июня 1916 года, когда сведения полученные им дали возможность взять в плен до 30 тысяч человек под Берестечно…»
- орден Св. Николая Чудотворца 2-й степени 22 июня 1920 Приказом Главн-го № 3294
  - Наградное оружие Св. Николая Чудотворца «За защиту Крыма» 6 декабря 1921 Приказом Главн-го № 400

Иностранные:
- французский Военный крест 1914—1918 (31/13 ноября 1917)
- британский Орден «За выдающиеся заслуги» (DSO)

## Труды
- Ткачёв В. М. (Сост.) Материал по тактике воздушного боя. Фото-лито-типография при Канцелярии Полевого ген.-инспектора Военно-воздушного флота. [1917].
- Ткачёв В. М. Вопросы тактического применения авиации в маневренной войне // Военный сборник. Кн. 1. Белград, 1921. — С. 121—136.
- Ткачёв В. М. Тактика воздушных сил. Курс, читанный на Высших Военно-Научных Курсах Генерала Н. Н. Головина в Белграде 1939—1943 гг. — Белград, 1943, II с. тит.л.
- Ткачёв В. М. Я пробую крылья. / С предисл. М. Андриасова. — Огонёк, 1964, № 12. — С. 12—14, ил.
- Ткачёв В. М. Крылья России. Воспоминания о прошлом русской военной авиации 1910—1917 гг. — Издательство: Новое культурное пространство Санкт-Петербург, 2007.
- Ткачёв В. М. Русский сокол: о летчике П.Н. Нестерове. — Краснодар: Краснодарское книжное издательство, 1961. — 204 с.
- Ткачёв В. М. Жлоба против Ткачёва. Два лётчика. // Военно-исторический архив. — 2009. — № 8 (116). — С. 154—170.